# 中村麻衣 (アーティスティックスイミング選手)
中村 麻衣（なかむら まい、1989年1月13日 - ）は、日本の元アーティスティックスイミング選手。神戸松蔭女子学院大学卒業。

## 経歴
7歳のときにシンクロナイズドスイミング（当時）を始めた。松蔭高校から神戸松蔭女子学院大学に進学し、卒業。
2009年世界水泳選手権で日本代表入り、2012年ロンドンオリンピックではシンクロ日本代表（マーメイドジャパン）の主将としてチームを牽引し5位入賞。
2016年リオデジャネイロオリンピックでチームで銅メダルを獲得。
2017年9月20日、現役引退が判明。

## 主な戦績
- 2012年ロンドンオリンピック　チーム5位
- 2016年リオデジャネイロオリンピック　チーム3位